# Pont de Sully-sur-Loire
Le pont de Sully-sur-Loire est un pont à poutres français  qui franchit la Loire entre Sully-sur-Loire et Saint-Père-sur-Loire, dans le département du Loiret et la région Centre-Val de Loire.

## Géographie
Le pont est situé sur la Loire, à 25 km en aval du viaduc de Gien et à 19 km en amont du pont de Châteauneuf-sur-Loire. Il supporte la route départementale D 948 qui relie les communes de Sully-sur-Loire, en rive gauche, et Saint-Père-sur-Loire, en rive droite.

## Histoire[1]
Ce pont remplace un pont suspendu qui s'est effondré en 1985. Il est situé dans le périmètre du Val de Loire, inscrit au patrimoine mondial de l'UNESCO,.

### Le pont de pierre
La première mention connue d'un franchissement de la Loire à Sully-sur-Loire remonte à 1189, date à laquelle Archambaud de Sully fait donation à une abbaye des coutumes et du péage lui appartenant, en particulier sur le pont.
La crue extraordinaire de la Loire, en 1363, entraîne sans doute la ruine de l'ouvrage. En effet, un compte des aides octroyées par le roi, datant de 1364-1366, permet de fixer l'état de ruine totale en 1364 : le seigneur de Sully autorisant les habitants à prélever des pierres des « arches chues du pont ».

### Le pont suspendu

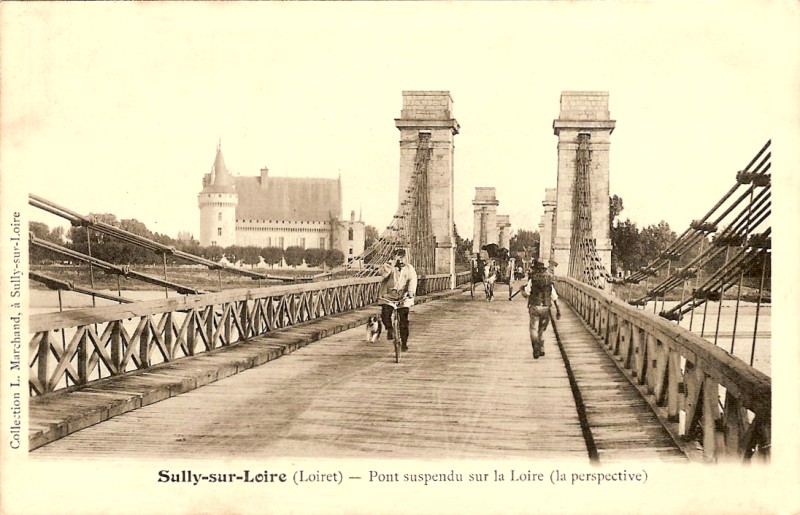
L'ancien pont suspendu

La construction d'un pont suspendu n'intervient que dans la première moitié du XIXe siècle. Cet ouvrage comportait trois travées et est mis en service en 1836.
Une reconstruction n'est faite qu'en 1859, à la suite de la crue de 1856 qui provoque l'effondrement de la culée rive droite et de l'arche adjacente. Il en résulte un pont plus long avec l'allongement de la dernière arche rive droite et la construction d'une pile supplémentaire rive gauche.
Après sa destruction durant la Seconde Guerre mondiale, il est reconstruit en 1947.
Le 16 janvier 1985, vers 7 h 40, il ne résiste pas à un froid intense et s'effondre sur toute sa longueur dans le lit du fleuve, sans faire de victime.

### Le nouveau pont
Après étude comparative entre la reconstruction à l'identique, la construction d'un nouveau tablier sur les piles existantes et la construction d'un nouveau pont, le Conseil général du Loiret, par délibération du 26 février 1985, décide la construction d'un pont entièrement nouveau.
Le coût de l'opération s'élève à 40 MF. Le Conseil régional du Centre décide, par délibération du 20 février 1985, de participer financièrement à cette opération pour un montant de 13,5 MF.
En attendant le nouvel ouvrage, un pont Bailey, lancé sur les piles du viaduc ferroviaire de Sully-sur-Loire, est ouvert à la circulation dès le 15 mars 1985.
L'appel d'offres est lancé dès le mois d'avril et, par délibération du bureau du conseil général du 10 juin 1985, les travaux de l'ouvrage sont confiés à l'entreprise Baudin Chateauneuf, pour un montant de 30 113 000 FRF. L'ordre de service de commencer les travaux est donné le 20 juin 1985 pour un délai de 18 mois.
L'ouvrage est inauguré et mis en service le 23 septembre 1986.

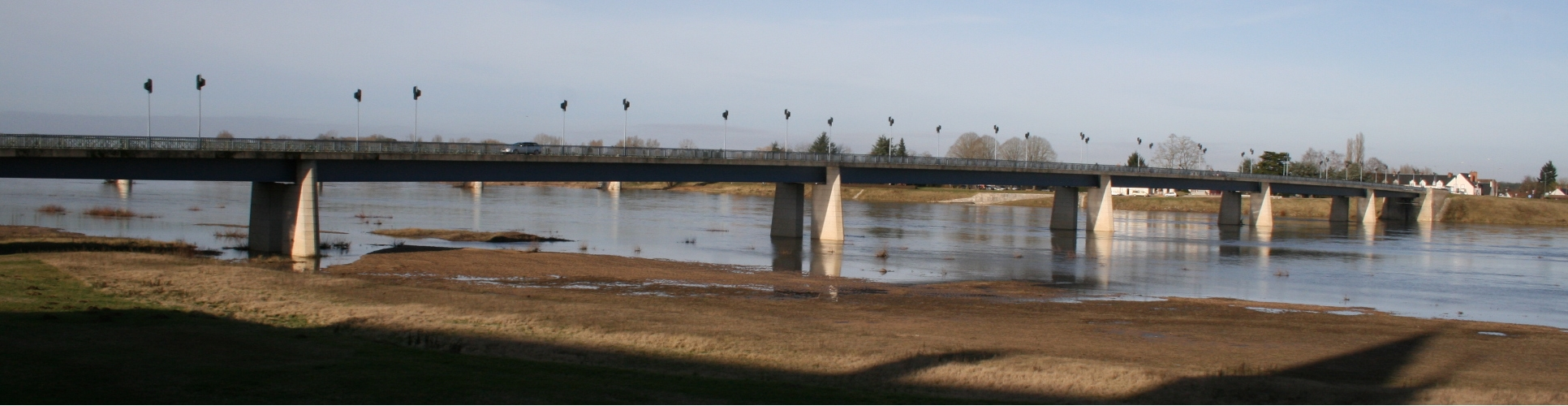
Pont de Sully, vu de la rive gauche.

## Descriptif[1]

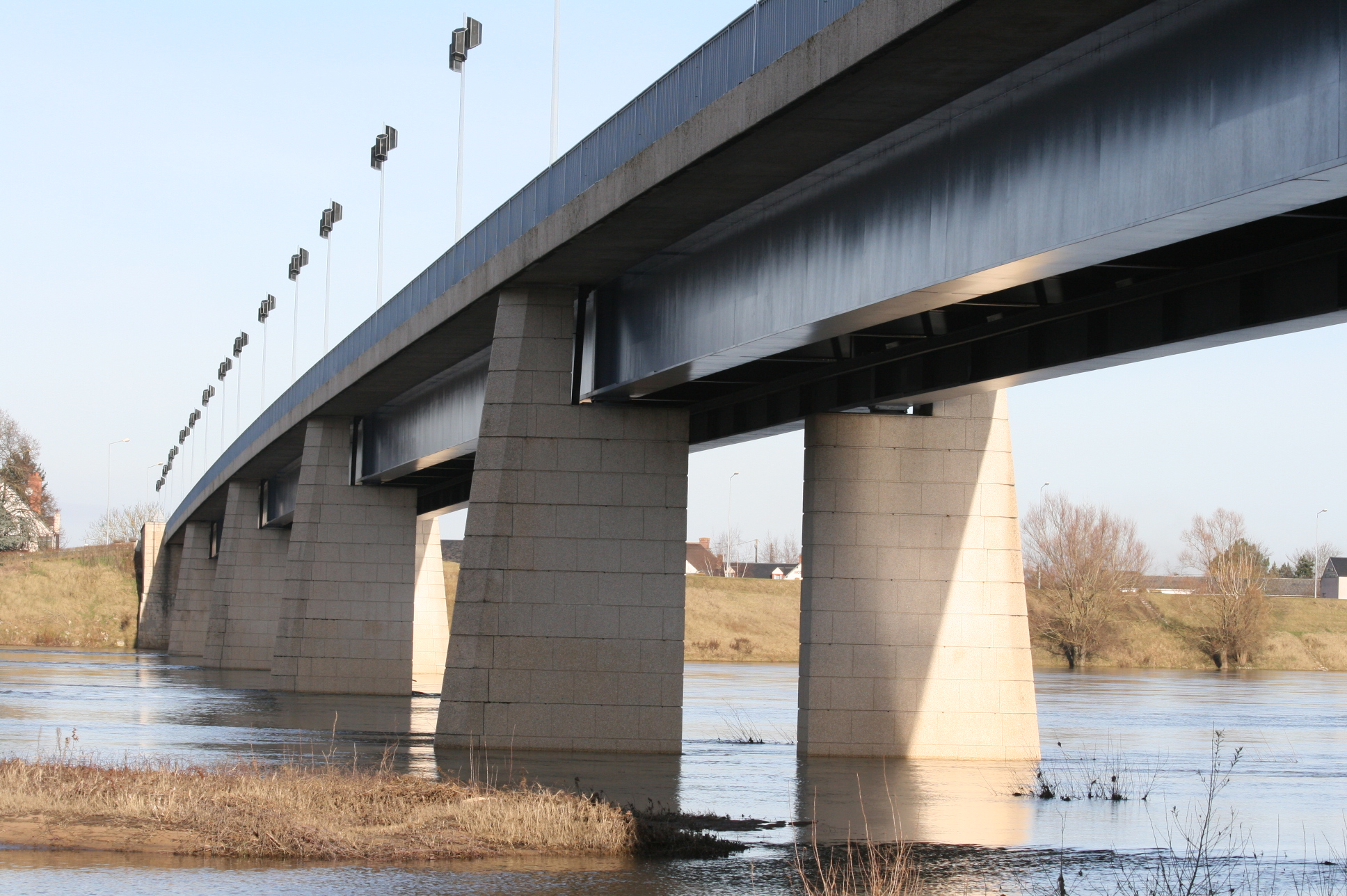
Vue à partir de la rive gauche aval

Cet ouvrage est un pont à poutres à ossature mixte acier-béton de longueur totale 378 mètres comportant six travées : deux travées de rive de 49 mètres et quatre travées centrales de 70 mètres. L’ouvrage repose sur cinq piles en Loire et deux culées anciennes.
Le tablier à ossature mixte se compose de deux poutres métalliques continues connectées à une dalle en béton armé.
Le profil en long de l'ouvrage est une courbe d'un rayon de 10 000 m axée sur la pile centrale.

### Piles et culées

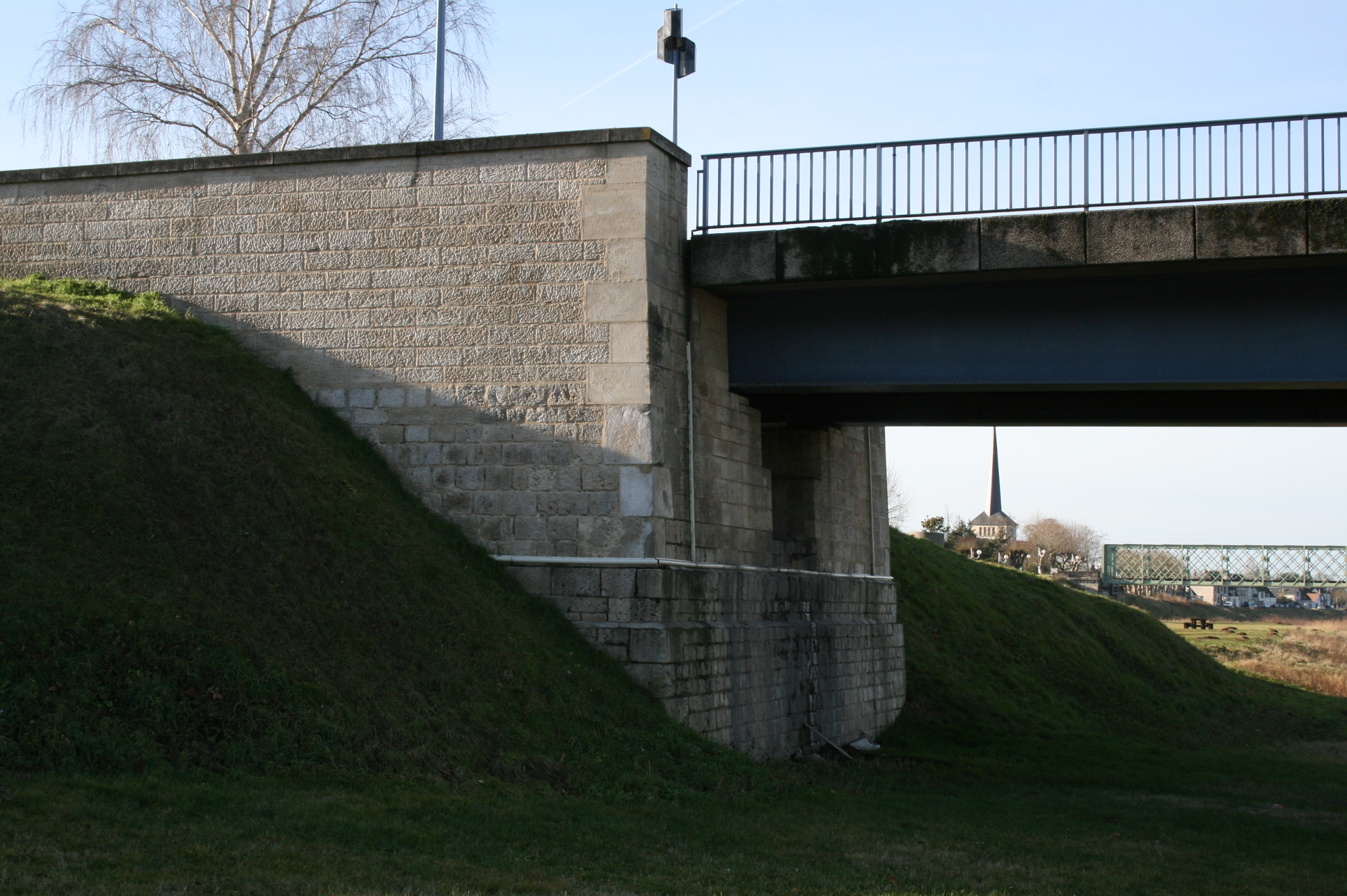
Culée rive gauche

Les deux culées de l'ancien ouvrage sont réutilisées après protection par un batardeau de palplanches et injection du sol de fondation.
Les cinq piles sont fondées superficiellement à l'abri d'un batardeau de palplanches, sur un massif de béton immergé. La semelle en béton armé possède une épaisseur de 1,20 mètre et les raidisseurs ont des hauteurs variables de 0,2 à 1,30 mètre. Les fûts de pile ont une hauteur constante de 8,45 mètres et comportent une remontée de 2,40 mètres de part et d'autre des poutres. Les piles sont coffrées par des plaques préfabriquées de 10 cm d'épaisseur, en béton armé, avec un parement de gravillons lavés.

### Tablier

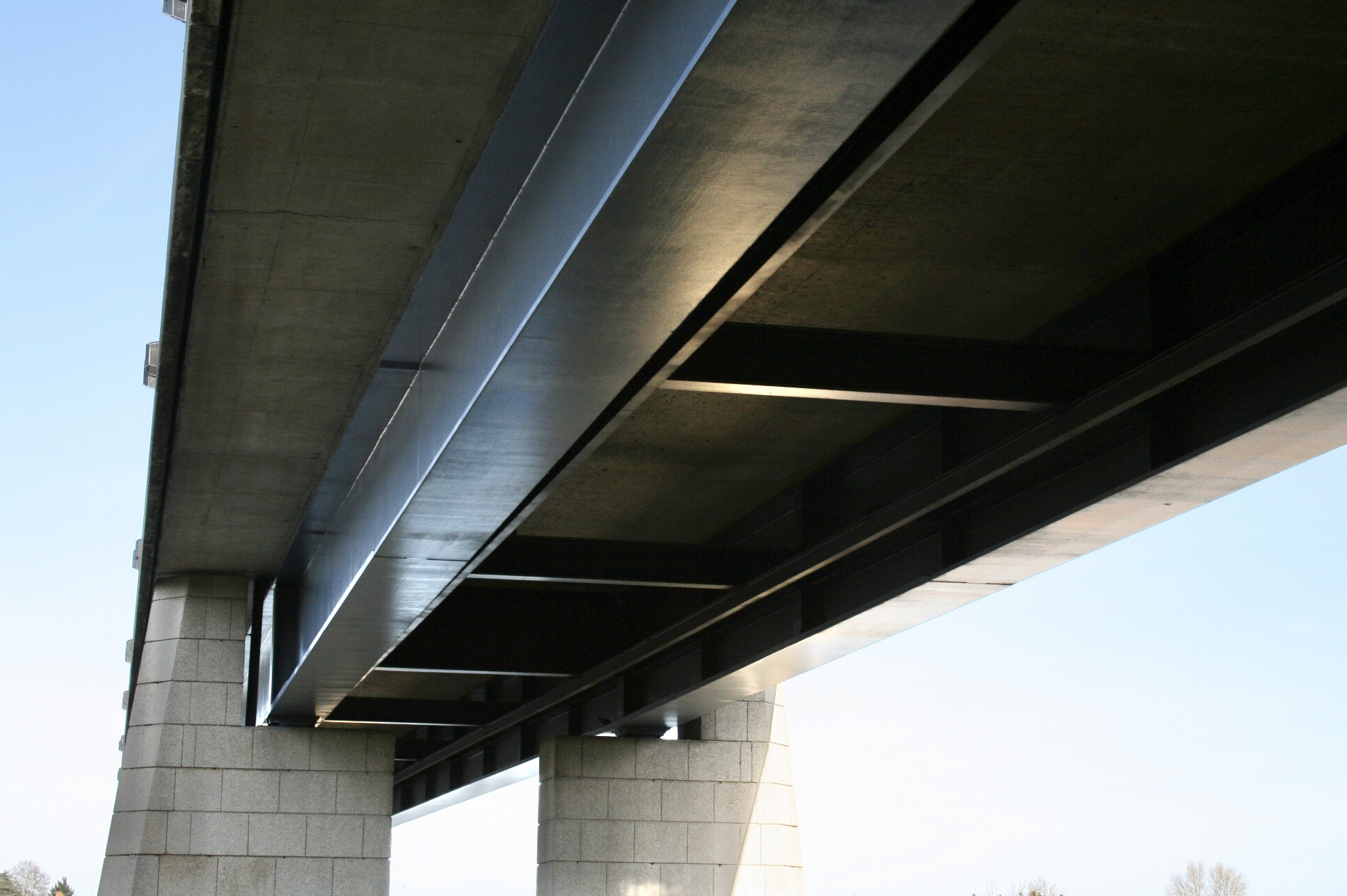
Dessous du tablier

Le tablier possède une ossature mixte acier-béton. Il repose sur deux poutres métalliques de hauteur constante 2,20 mètres sur les travées centrales et de hauteur variable de 2,20 mètres sur pile à 1,22 mètre sur culées pour les travées de rive.
L’espacement entre les poutres est de 5,60 mètres. Elles sont rigidifiées par des entretoises espacées de 10 mètres, avec des pièces de pont sur les piles et les culées.
Les poutres sont lancées du 7 novembre 1985 date du premier approvisionnement au 31 janvier 1986, date de l'accostage culée rive gauche.
Une nacelle de visite permet le contrôle et l'entretien de toute la structure métallique, y compris les parties extérieures des poutres. Elle est calculée pour supporter une charge de 450 kg excentrée en extrémités.
La dalle du tablier est en béton armé, connectée aux poutres et aux pièces de pont par des gougeons Nelson (0,19 × 125). Elle présente une épaisseur en axe de 30 cm. L’intrados est horizontal et l’extrados est déversé à 2,5 % à partir de l'axe. La structure de chaussée est une chape épaisse constituée d’asphalte sur 8 mm et d’asphalte porphyré sur 22 mm.